# Apple A16 Bionic
Apple A15 Bionic Apple A17 Pro
Apple A18
L’Apple A16 Bionic,, est un système sur une puce, ARM 64 bits conçue par Apple et fabriquée par TSMC. Il est utilisé dans les modèles iPhone 14 Pro et 14 Pro Max,, et iPhone 15.

## Conception
L’Apple A16 Bionic, dispose d’un processeur à six cœurs 64 bits conçu par Apple, implémentant ARMv8.6-A (pas de SM4 de v8.6, mais avec HCX) avec deux cœurs à haute performance "Everest", fonctionnant à 3,46 GHz, et quatre cœurs écoénergétiques "Sawtooth" fonctionnant à 2,02 GHz, dans un design similaire au processeur A15 sur iPhone 14. Apple affirme que l’A16 est environ 40 % plus rapide que la concurrence, et il a également de nouveaux cœurs haute efficacité, avec leur grand avantage étant qu’ils utilisent un tiers de la puissance des meilleurs cœurs haute efficacité d’autres téléphones sur le marché.
L’A16, contient 16 milliards de transistors, soit une augmentation de 6,7 % par rapport aux 15 milliards de transistors de l’A15. Il comprend une unité de traitement neuronal (NPU) améliorée avec 16 cœurs connus sous le nom "Apple Neural Engine", un nouveau processeur de signal d’image (ISP) avec des capacités de photographie de calcul améliorées, et un nouveau module pour le traitement des fonctionnalités liées à l’écran que Apple appelle un "Display Engine".
Les AMX Blocks, les compresseurs d’accélération d’apprentissage automatique d’Apple trouvés dans les modèles précédents, ont peut-être été abandonnés pour l’A16, car aucune documentation ne peut être trouvée sur eux.
L’A16 a le codec vidéo matériel pour HEVC, H.264, et ProRes.
Lors du lancement de l’iPhone 14 événement Apple vanté la puce A16 comme le premier processeur 4 nm dans un smartphone. Toutefois, une analyse TechInsights a révélé que l’A16 avait été fabriqué par TSMC sur son procédé N4P. "N4P", comme on l’appelle, est un procédé de fabrication de facto de 5 nm qui offre des améliorations de performance, de puissance et de densité par rapport aux produits précédents de la même famille de 5 nm : N5, N5P et N4.

## GPU et mémoire
L’A16 intègre un GPU à cinq cœurs conçu par Apple, qui serait couplé avec 50 % de bande passante de mémoire en plus par rapport au GPU de l’A15.
La mémoire de l’A16 a été mise à niveau vers la LPDDR5 pour une bande passante 50 % plus large et un moteur neuronal 16 cœurs 7 % plus rapide, capable de 17 billions d’opérations par seconde (TOPS en anglais). En comparaison, le moteur neuronal de l’A15 était capable de 15,8 TOPS. Toutes les variantes du SoC viennent avec 6 Go de mémoire. Contrairement aux générations précédentes de puces de la série A d’Apple, l’A16 utilise une version verticale du boîtier A12X/M1 au lieu de la DRAM PoP (en) traditionnelle. Ce système est basé sur un substrat de verre époxy avec la DRAM montée d’un côté, le SoC A16 de l’autre côté, et probablement par des "vias" traversant le verre époxy qui relient les deux. En raison du retrait des fils PoP, la consommation d’énergie par opération de lecture/écriture DRAM de l’A16 a été légèrement réduite.

## Processeur d'image et moteur d’affichage
Le nouveau processeur d’image intégré dans la puce améliore les capacités de photographie informatique (en). Il a été conçu pour gérer le capteur d'image à plus haute résolution de l'iPhone 14 Pro, capable d'effectuer jusqu'à 4 billions d'opérations par photo.
Le Display Engine est une nouveauté sur les processeurs de la série A chez Apple. Il améliore la fonctionnalité Écran toujours allumé et gère d'autres tâches telles que la variation du taux de rafraichissement, la variation de luminosité et les techniques d'anticrénelage.

## Micrologiciel
Une nouvelle sonnerie de démarrage et d’arrêt a été ajoutée, n’étant disponible qu’en accessibilité.

## Produits utilisant l'A16 Bionic
- iPhone 14 Pro
- iPhone 14 Pro Max
- iPhone 15
- iPhone 15 Plus
- iPad (11e génération)